# Halecium singulare
Halecium singulare is een hydroïdpoliep uit de familie Haleciidae. De poliep komt uit het geslacht Halecium. Halecium singulare werd in 1929 voor het eerst wetenschappelijk beschreven door Billard. 